# Carol Robbins
Carol Robbins (* 1954 in Chicago) ist eine US-amerikanische Jazzmusikerin (Harfe, Komposition).

## Leben und Wirken
Robbins  wuchs in Los Angeles auf, wo ihr Klavierunterricht sie schon in jungen Jahren dazu inspirierte, mit Jazzimprovisation zu experimentieren. Mit acht Jahren lernte sie Harfe und wurde schließlich eine der wenigen Schülerinnen, die jemals von der Jazz-Harfenistin Dorothy Ashby akzeptiert wurden. Im Laufe ihrer folgenden Karriere arbeitete Robbins mit einer Vielzahl von Künstlern, wie The Manhattan Transfer (1992), im Teddy Edwards Brasstring Ensemble (1992), außerdem als Sessionmusikerin mit Shuggie Otis (Inspiration Information, 1974), Linda Ronstadt (Lush Life, 1984), Nina Simone (A Single Woman, 1993), Brian Wilson, Björk, Dianne Reeves, Boz Scaggs, Carmen Lundy, Ella Fitzgerald und Frank Sinatra. Sie trat auch in The Tonight Show auf, im Hollywood Bowl mit Künstlern wie Stevie Wonder und Aretha Franklin. Robbins ist seit 1999 Mitglied des Jazz Chamber Ensemble von Billy Childs; das Album Lyric der Gruppe erhielt 2005 eine Grammy-Nominierung, 2010 erfolgte eine zweite Grammy-Nominierung für Autumn in Moving Pictures.
Unter eigenem Namen legte Robbins bislang fünf Alben vor, Three and Four, Chords in Blue, Jazz Play, Moraga und Taylor Street. Mehrere von Robbins’ Kompositionen und Jazzarrangements für Harfe wurden von Vanderbilt Editions veröffentlicht. Des Weiteren unterrichtete sie an verschiedenen Universitäten, darunter an der UCLA, dem Berklee College of Music, der University of Utah und der University of Oregon. Sie war Dozentin an der Fakultät der Jazz Harp Academy in Baton Rouge und in Rio de Janeiro. Robbins hat auch auf Jazzfestivals und mehreren internationalen Harfenkonferenzen für die American Harp Society unterrichtet und gespielt. Im Bereich des Jazz war sie laut Tom Lord zwischen 1992 und 2017 an 16 Aufnahmesessions beteiligt.

## Diskographische Hinweise
- Three & Four (1995), mit Bob Sheppard, Dave Stone, Gordon Peeke
- Chords in Blue (1999), mit Dave Stone, Gordon Peeke
- Jazz Play (2005), mit Steve Huffsteter, Bob Sheppard, Larry Koonse, Darek „Oles“ Oleszkiewicz, Tim Pleasant
- Moraga (2012), mit Billy Childs, Gary Meek, Larry Koonse, Darek Oleszkiewicz, Gary Novak
- Taylor Street (2016), mit Curtis Taylor, Bob Sheppard, Billy Childs, Larry Koonse, Darek Oles, Ben Shepherd, Gary Novak